# Mariana Costa Checa
Mariana Costa Checa (Lima, 20 de marzo de 1986) es una empresaria peruana. Fue premiada por el Instituto Tecnológico de Massachusetts como una de las personas más innovadoras con menos de 35 años, debido a su colaboración en el acercamiento a la tecnología para mujeres de escasos recursos. Fue elegida recientemente como directora independiente de Engie Energía Perú y directora de Rímac Seguros. Por otro lado, Mattel la eligió como una de las 20 mujeres que tendrán una Barbie inspirada en ella.

## Estudios
Entre 2004 y 2007, Mariana Costa estudió Relaciones Internacionales en London School of Economics. Posteriormente, obtuvo el grado de Máster en Administración Pública de la Universidad de Columbia.
Mientras residía en Estados Unidos, Costa notó que el desarrollo web no necesitaba de una instrucción especial, sino que un gran número de desarrolladores web eran autodidacta. De la misma forma, al volver a su natal Perú, advirtió la casi nula participación femenina en estos aspectos, lo cual se tradujo en la idea de Laboratoria. Este proyecto nace desde la necesidad de capacitar a mujeres de escasos recursos en temas relacionados con el desarrollo de páginas web.
La trayectoria de la empresa empezó en 2014, cuando Costa organizó un programa piloto para 15 jóvenes, las cuales recibieron formación en desarrollo web. Laboratoria terminó el año de 2015 con 130 mujeres formadas y más de 300 candidatas al proyecto.
Algunas de las fuentes de financiamiento del programa son donaciones de Google, Telefónica, el Consejo Nacional de Ciencia, Tecnología e Innovación Tecnológica de Perú. Además, las jóvenes que terminan el programa y consiguen trabajo como desarrolladoras contribuyen un porcentaje de sus salarios durante los dos primeros años.

## Reconocimientos
Costa consiguió importantes logros mientras desempeñaba su labor académica. En 2010, consiguió ella Scholar del Quebec-Americas Cooperation Office de la Universidad de Laval. En 2012 el Spear and Stetter Fellow de la Universidad de Columbia y en 2013 el Google Fellowship at Personal Democracy Forum.
Durante una visita a Lima el creador de Facebook, Mark Zuckerberg, destacó durante su presentación en la APEC SUMMIT 2016 el caso de Laboratoria como una excelente iniciativa hacia las mujeres de la región: “Las mujeres que van al programa de Mariana lograron acceder a las oportunidades que da el internet. Ese es el futuro que quiero construir”. Barack Obama también tuvo palabras de elogio para Mariana, afirmando que “Yo estuve leyendo al respecto y creo que conseguir empleo para el 60% de sus estudiantes es muy importante. Es genial que estén apuntado a un 70%. Lo que estás consiguiendo hasta ahora ya es extraordinario. Maravilloso”.
En 2016, fue elegida como una de las 9 mujeres latinoamericanas dentro de las 100 mujeres del año por el medio inglés BBC. Dos años después, en 2018 recibió el galardón Líderes Empresariales del Cambio, el cual fue entregado por el Grupo El Comercio, EY y Asbanc.
En 2020 el Ministerio de la Mujer y Poblaciones Vulnerables (MIMP) le entregó la condecoración Orden al Mérito de la Mujer.